# Временное правительство Республики Корея
Вре́менное правительство Респу́блики Коре́я (кор. 대한민국 임시 정부 Тэханмингук имси чонбу) — правительство Кореи в изгнании. Находилось в Шанхае, а затем в Чунцине во время японской оккупации Восточного Китая.
Правительство было сформировано 13 апреля 1919 года после принятия Движением 1 марта декларации о независимости.
Правительство не получило признания других мировых держав, кроме ограниченного признания Китая и некоторых других правительств, многие из которых также являлись правительствами в изгнании. Однако легитимность данного правительства была впоследствии подтверждена победой одного из его лидеров — президента Ли Сын Мана на всеобщих демократических президентских выборах в Корее под эгидой ООН в 1948 году.
Правительство боролось за освобождения Кореи от японского господства, длившегося с 1910 по 1945 год. Деятельность заключалась в основном в координировании действий партизанских отрядов, действовавших в Корее в 1920-х и 1930-х годах, в том числе в организации Битвы при Чхонсанни в октябре 1920 года и атаки на японское военное представительство в Шанхае в апреле 1932 года. С начала 1930-х годов борьба фракций привела к значительному ослаблению позиций Правительства в корейском антиколониальном движении.
Кульминацией борьбы стало формирование в 1940 году Корейской Армии Освобождения путём объединения всех сил корейского сопротивления. 9 декабря 1941 года правительство объявило войну Японии и Германии, а Армия Освобождения приняла участие в войне в союзе с Китаем.
Перед окончанием Второй мировой войны Армия Освобождения готовилась к борьбе против японцев в Корее в союзе с американскими войсками, однако планы не были воплощены ввиду принятия Японией Потсдамской декларации 15 августа 1945 года.
В разные периоды в деятельности правительства ведущую роль играли Ли Сын Ман, Ким Гу, Ли Дон Хви.
Здание, к котором начинало свою работу Временное правительство, сейчас является музеем в Шанхае.

## Главы Временного правительства
1. Ли Сын Ман 이승만 (1919—1925)
2. Пак Ын Сик 박은식 (1925)
3. Ли Сан Рён 이상룡 (1925—1926)
4. Хон Джин 홍진 (1926)
5. Ли Дон Нён 이동녕 (1926)
6. Ким Гу 김구 (1926—1927)
7. Ли Дон Нён 이동녕 (1927—1933)
8. Ян Ги Так 양기탁 (1933—1935)
9. Ли Дон Нён 이동녕 (1935—1940)
10. Ким Гу 김구 (1940—1948)